# Mark Cavendish
Sir Mark Simon Cavendish KBE (* 21. května 1985) je bývalý manský-britský profesionální silniční cyklista naposledy jezdící za UCI WorldTeam Astana Qazaqstan. Původně začínal jako dráhový cyklista, od roku 2006 se věnuje zároveň i silnici. Je dvojnásobný mistr světa v disciplíně Madison. Své rychlosti z dráhy využívá při dojezdech etap na silnicích, patří mezi nejlepší spurtery. Dokázal vyhrát 35 etap na Tour de France a 16 na Giru d'Italia. Je prvním cyklistou v historii, který dokázal obhájit vítězství v pro sprintery nejcennější poslední etapě Tour de France v Paříži na Champs-Élysées (2009, 2010, 2011, 2012). V roce 2011 se stal v dánské Kodani mistrem světa v silničním závodě s hromadným startem a oblékal tak v sezóně 2012 duhový dres.

## Úspěchy
| 2003 2. místo na mistrovství V. Británie juniorů 2004 — Team Persil Girvan Cycle Race 1. v 1. etapě 1. Tour of Britain Support Circuit race 2005 — Team Sparkasse Kolem Berlína 1. v 1. etapě 1. na mistrovství V. Británie 2006 — Team Sparkasse Závod Solidarity 1. v 3. etapě Kolem Británie 1. bodovací soutěž 2. celkově Kolem Berlína 1. místo v 4. a 5. etapě 2007 — T-Mobile Team 1. Grote Scheldeprijs Čtyři dny v Dunkerku 1. bodovací soutěž 1. v 3. a 6. etapě Kolem Katalánska držel v 2. a 6. etapě 1. v 2. a 6. etapě Ster ZLM Toer 1. v 4. etapě Kolem Dánska 1. bodovací soutěž 1. v 6. etapě Eneco Tour 1. bodovací soutěž 1. v 2. etapě Kolem Británie 1. bodovací soutěž 1. bodovací soutěž držel v prologu a 1. a 2. etapě 1. v prologu a 1. etapě Eurométropole Tour 1. v 3. etapě 2008 — Team High Road Tři dny v Panne 1. v 2. a 3. etapě 1. Grote Scheldeprijs Tour de Romandie držel po prologu 1. v prologu Ster ZLM Toer 1. v 5. etapě Giro d'Italia 1. v 4. a 13. etapě Tour de France 1. v 5., 8., 12. a 13. etapě Kolem Irska držel v etapách 1–3 držel v etapách 2–4 1. v etapách 1., 2. a 3 Kolem Missouri 1. bodovací soutěž držel v 1. a 2. etapě | 1. v 1., 2. a 6. etapě 2009 — Team Columbia–High Road Kolem Kataru 1. v 4. a 6. etapě Kolem Kalifornie 1. bodovací soutěž držel po prologu 1. v 4. a 5. etapě Tirreno–Adriatico 1. v 7. etapě 1. Milán – San Remo Tři dny v Panne 1. v bodovací soutěži 1. v 2. a 3. etapě Giro d'Italia držel v 1. a 2. etapě 1. v 1., 9., 11. a 13. etapě Tour de Suisse držel v 6. a 7. etapě 1. v 3. a 6. etapě Tour de France držel v etapách 2–7, 11 a 12 1. v etapách 2., 2., 11., 19. a 21. 1. Sparkassen Giro Bochum Kolem Irska 1. v 2. etapě Kolem Missouri držel v etapách 1. a 2. držel v etapách 1–3 1. v etapách 1. a 2. 2010 — Team HTC-Columbia Kolem Katalánska 1. v 2. etapě Tour de Romandie 1. v 2. etapě Kolem Kalifornie držel po 1. etapě držel v etapách 1., 3. a 4. 1. v 1. etapě Tour de France 1. v 5., 6., 11., 18. a 20. etapě Vuelta a España 1. v bodovací soutěži držel v 1. a 2. etapě držel v 1. etapě 1. v 1., 12., 13. a 18. etapě 2011 — HTC-Highroad Kolem Ománu 1. v 6. etapě 1. Scheldeprijs Giro d'Italia držel v 3. etapě 1. v 1., 10. a 12. etapě Tour de France 1. v bodovací soutěži 1. v 5., 7., 11., 15. a 21. etapě 1. London-Surrey cycle classic Kolem Británie držel v 1. a 2. etapě. držel v 1.–3. etapě | 1. v 1. a 8. etapě 1st Mistr světa v závodě jednotlivců 2012 — Team Sky Kolem Kataru 1. v 3. a 5. etapě 1. Kuurne–Brusel–Kuurne Tirreno–Adriatico držel v 2. a 3. etapě 1. v 2. etapě Giro d'Italia držel v 2. a 11. - 18. etapě 1. v 2., 5. a 13. etapě Ster ZLM Toer 1. celkově držel v 2. a 3. etapě Tour de France 1. v 2., 18. a 20. etapě Kolem Dánska 1. v 6. etapě Stage 6 Kolem Británie držel ve 4. etapě 1. v 3., 4. a 8. etapě 2013 — Omega Pharma-Quick Step Tour de San Luis držel po 1. etapě 1. v 1. etapě Kolem Kataru 1. celkově 1. v bodovací soutěži 1. v 3., 4., 5. a 6. etapě Tirreno–Adriatico držel v 1. - 3. etapě držel v 3. etapě 1. v 1. etapě 9. Milán – San Remo 10. celkově Tři dny v Panne 1. ve 2. etapě Giro d'Italia 1. v bodovací soutěži držel po 1. etapě 1. v 1., 6., 12., 13. a 21. etapě 3. celkově Ster ZLM Toer 1. mistrovství V. Británie Tour de France 1. v 5. a 13. etapě 7. celkově Kolem Dánska 1. v 6. etapě Kolem Británie 1. v 4., 7. a 8. etapě 2014 — Omega Pharma-Quick Step Kolem Algarve 1. v 5. etapě Tirreno–Adriatico držel ve 2. etapě 1. v 1. a 6. etapě 5. Milán – San Remo 2023 Giro d'Italia vítěz 21. etapy 3. místo Scheldeprijs ZLM Tour 9. místo celkově 2024 Tour de France vítěz 5. etapy Tour de Hongrie vítěz 2. etapy Tour Colombia vítěz 4. etapy |

## Výsledky monumentálních klasických závodů
| Závod                  | 2009                          | 2010                          | 2011                          | 2012                          | 2013                          | 2014                          | 2015                          | 2016                          | 2017                          | 2018                          | 2019                          | 2020                          | 2021                          | 2022                          | 2023                          | 2024                          |
| ---------------------- | ----------------------------- | ----------------------------- | ----------------------------- | ----------------------------- | ----------------------------- | ----------------------------- | ----------------------------- | ----------------------------- | ----------------------------- | ----------------------------- | ----------------------------- | ----------------------------- | ----------------------------- | ----------------------------- | ----------------------------- | ----------------------------- |
| Milán – San Remo       | 1                             | 89.                           | 52.                           | DNF                           | 9.                            | 5.                            | 46                            | 110                           | 101                           | DNF                           | —                             | —                             | —                             | —                             | 150                           | —                             |
| Kolem Flander          | —                             | DNF                           | 110.                          | —                             | —                             | —                             | —                             | —                             | —                             | —                             | —                             | DNF                           | —                             | —                             | —                             | —                             |
| Paříž - Roubaix        | —                             | —                             | DNF                           | —                             | —                             | —                             | —                             | 30                            | —                             | —                             | —                             | NS                            | —                             | —                             | —                             | —                             |
| Lutych-Bastogne-Lutych | Ve své kariéře se neúčastnil. | Ve své kariéře se neúčastnil. | Ve své kariéře se neúčastnil. | Ve své kariéře se neúčastnil. | Ve své kariéře se neúčastnil. | Ve své kariéře se neúčastnil. | Ve své kariéře se neúčastnil. | Ve své kariéře se neúčastnil. | Ve své kariéře se neúčastnil. | Ve své kariéře se neúčastnil. | Ve své kariéře se neúčastnil. | Ve své kariéře se neúčastnil. | Ve své kariéře se neúčastnil. | Ve své kariéře se neúčastnil. | Ve své kariéře se neúčastnil. | Ve své kariéře se neúčastnil. |
| Giro di Lombardia      | Ve své kariéře se neúčastnil. | Ve své kariéře se neúčastnil. | Ve své kariéře se neúčastnil. | Ve své kariéře se neúčastnil. | Ve své kariéře se neúčastnil. | Ve své kariéře se neúčastnil. | Ve své kariéře se neúčastnil. | Ve své kariéře se neúčastnil. | Ve své kariéře se neúčastnil. | Ve své kariéře se neúčastnil. | Ve své kariéře se neúčastnil. | Ve své kariéře se neúčastnil. | Ve své kariéře se neúčastnil. | Ve své kariéře se neúčastnil. | Ve své kariéře se neúčastnil. | Ve své kariéře se neúčastnil. |

### Výsledky na Grand Tours
|                 | 2007 | 2008 | 2009 | 2010 | 2011 | 2012 | 2013 | 2014 | 2015 | 2016 | 2017 | 2018 | 2019 | 2020 | 2021 | 2022 | 2023 | 2024 |
| --------------- | ---- | ---- | ---- | ---- | ---- | ---- | ---- | ---- | ---- | ---- | ---- | ---- | ---- | ---- | ---- | ---- | ---- | ---- |
| Giro d'Italia   | —    | 132  | DNF  | —    | DNF  | 145  | 127  | —    | —    | —    | —    | —    | —    | —    | —    | 145  | 120  | —    |
| Tour de France  | DNF  | DNF  | 131  | 154  | 130  | 142  | 148  | DNF  | 142  | DNF  | DNF  | DNF  | —    | —    | 139  | —    | DNF  | 141  |
| Vuelta a España | —    | —    | —    | 144  | DNF  | —    | —    | —    | —    | —    | —    | —    | —    | —    | —    | —    | —    | —    |

| —   | Nezúčastnil se |
| NS  | Nekonalo se    |
| DNF | Nedokončil     |
| JS  | Jede se        |